# Ferrovia Monte Generoso
De Ferrovia Monte Generoso (MG) is een Zwitserse spoorlijn in het kanton Ticino die vanuit Capolago aan de oevers van de zuidoostelijke tip van het Meer van Lugano de verbinding maakt met het bergstation vlak bij de top van de Monte Generoso. De 9 km lange spoorlijn in 800 mm smalspoor werd op 5 juni 1890 in dienst genomen. Het traject ligt volledig op Zwitsers grondgebied, maar het bergstation ligt op letterlijk enkele meters van de Italiaanse grens en Lombardije.  De 9 km lange tandradbaan is eigendom van Migros welk concern ook vlak naast het bergstation een superette uitbaat.
De lijn wordt uitgebaat van midden maart tot begin november, met een treindienst om het uur tijdens de uren met daglicht. Bij grotere drukte blijft het uurschema behouden maar rijden meerdere treinen na mekaar in convooi. Een late treindienst wordt verzorgd op vrijdag- en zaterdagavond. Een trein per dag bedient het station Capolago Lago aan het meer, om daar aansluiting te bieden op de bootdienst verzorgd door de Società Navigazione del Lago di Lugano. De meeste treinen vertrekken bergopwaarts aan het station Capolago-Riva San Vitale waar ook een overstap is voorzien via het station van de Zwitserse federale spoorwegen (FFS) met de Gotthardspoorlijn en met de tramlijn van de Tram Elettrici Mendrisiensi (TEM) die van Chiasso naar Riva San Vitale rijdt langs Capolago.
Het bergstation ligt op 1.605 meter hoogte. Het is het hoogste treinstation van het kanton Ticino. Het traject heeft een totale lengte van 8,991 km. Hierop worden vijf stations bediend. De spoorweg stijgt 1.332 meter. De maximale hellingsgraad is 22%. Het tandradsysteem dat wordt gebruikt is het System Abt, Carl Roman Abt begeleidde zelf de aanleg van de tandradbaan.

## Geschiedenis
In 1867 bouwde Doctor Carlo Pasta een hotel op de flanken van de Monte Generoso, dicht bij de huidige locatie van het station Bellavista van de spoorweg. In 1886 verkreeg de Società Anonima del Monte Generoso van Pasta een concessie voor de bouw van een smalspoorbaan naar de top van de berg. Vier jaar later werd de lijn in gebruik genomen, waarna Carlo Posta in 1891 een tramlijntje van 400 m lengte, met een paardentram op 600 mm smalspoor. Enkele tientallen jaren later werd dit trammetje uit dienst genomen. Ook het hotel werd sindsdien afgebroken. De spoorlijn zelf bleef evenwel succesvol tot ook deze in het interbellum met financiële problemen werd geconfronteerd. Men riep de hulp in van de Zwitserse ondernemer Gottlieb Duttweiler die in 1941 met Migros de lijn overnam. Na de Tweede Wereldoorlog werd in 1954 op het chassis van oudere stoomlocs twee diesellocomotieven gebouwd en in 1957 werden motorwagons op diesel aangekocht voor een meer economisch verantwoorde uitbating. In 1982 werd de lijn geëlektrificeerd en werden elektrische motorwagons in dienst genomen.
In de herfst van 2013 werd bij de wintersluiting aangekondigd dat de lijn twee jaar onbeschikbaar zou zijn, en pas voor passagiers zou heropenen in 2015. Zo kon een nieuw complex "Fiore di pietra" met superette, zelfbedieningsrestaurant, restaurant, evenementsruimtes en terrassen aan het bergstation gebouwd worden. De lijn bleef in dienst voor transport van constructiemateriaal en werkvolk.  De sluiting werd twee maal met een jaar verlengd en het was pas op 8 april 2017 dat de lijn opnieuw in dienst werd genomen, samen met het nieuwe complex aan het bergstation, ontworpen door de Zwitserse architect Mario Botta.

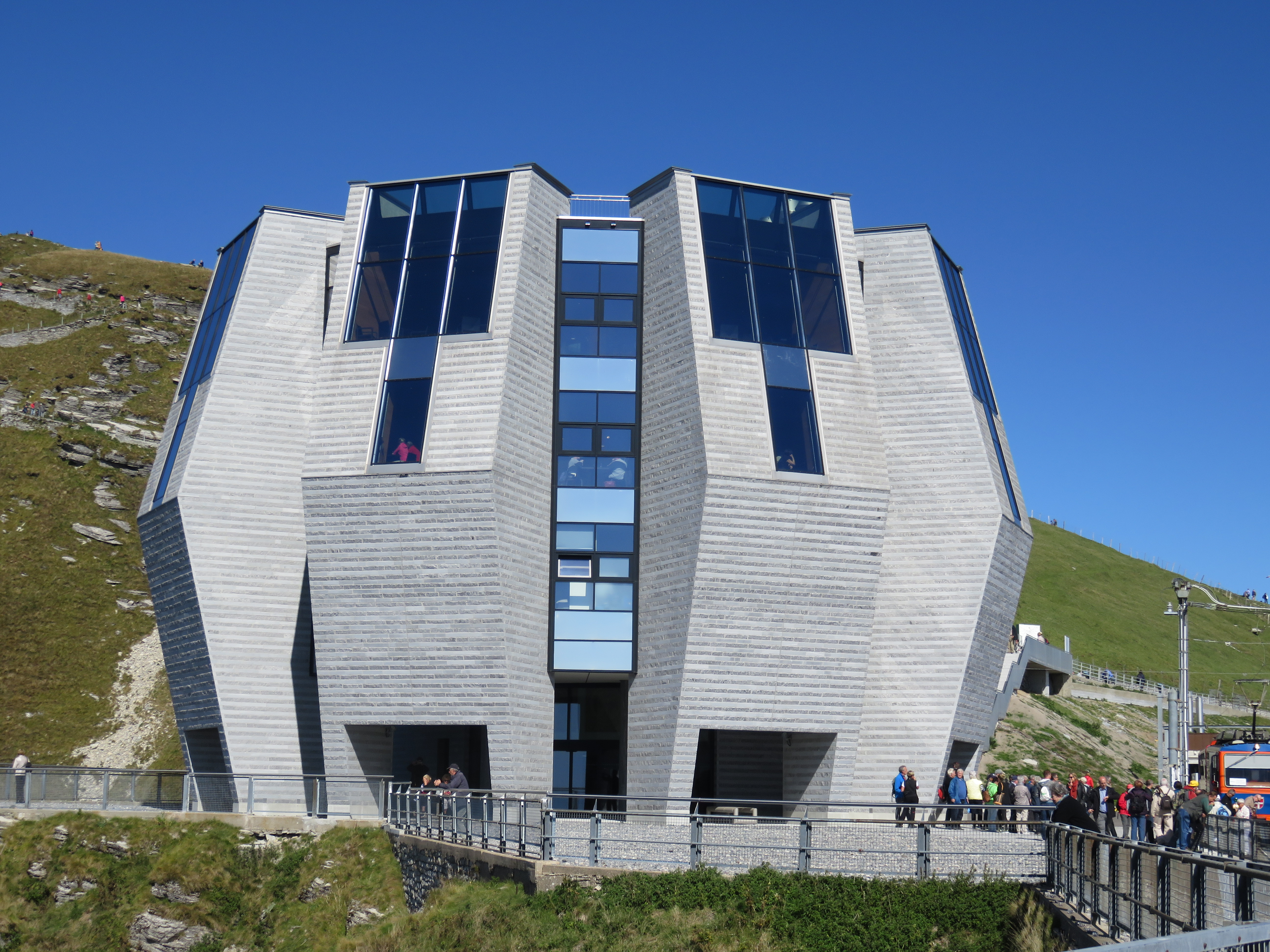
Fiore di pietra, het evenenementencetrum aan het bergstation ontworpen door Mario Botta
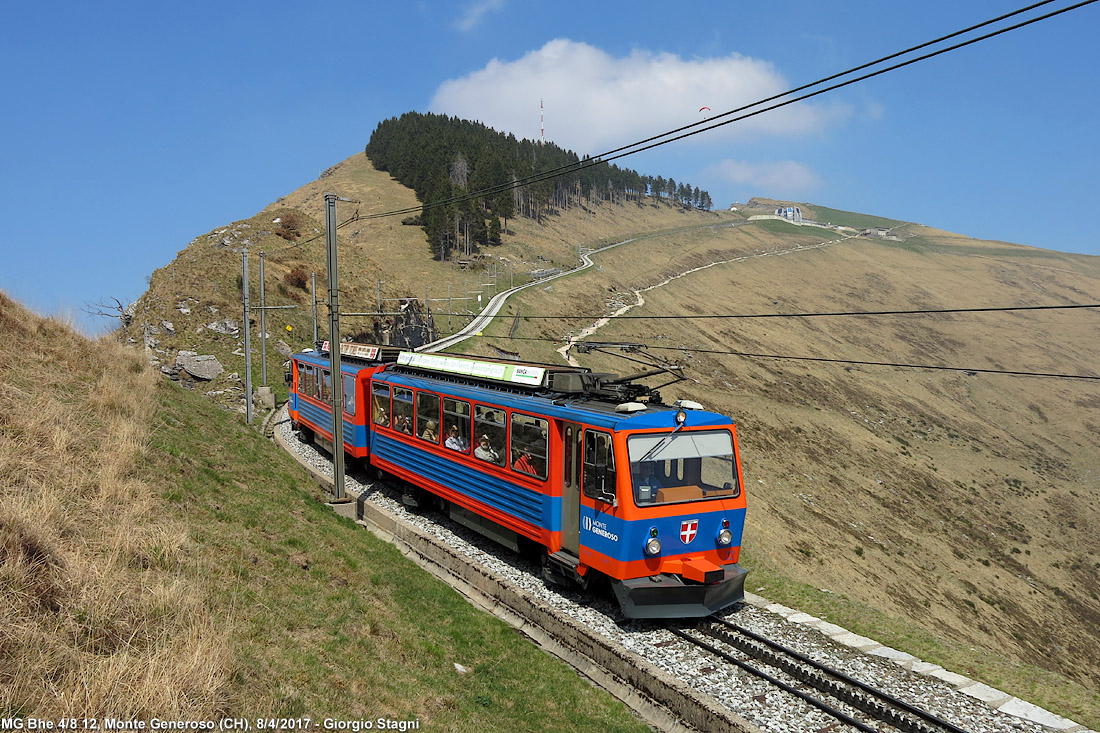
Trein nadert bergstation
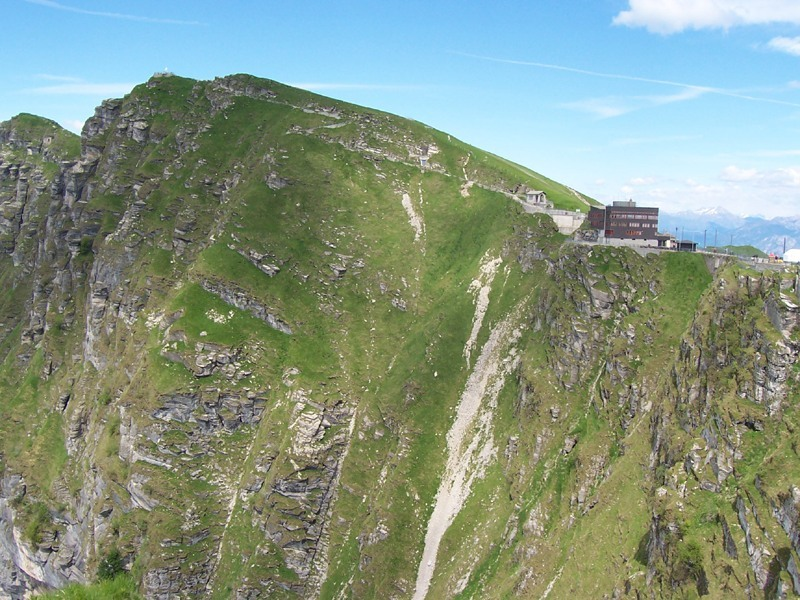
Oude bergstation
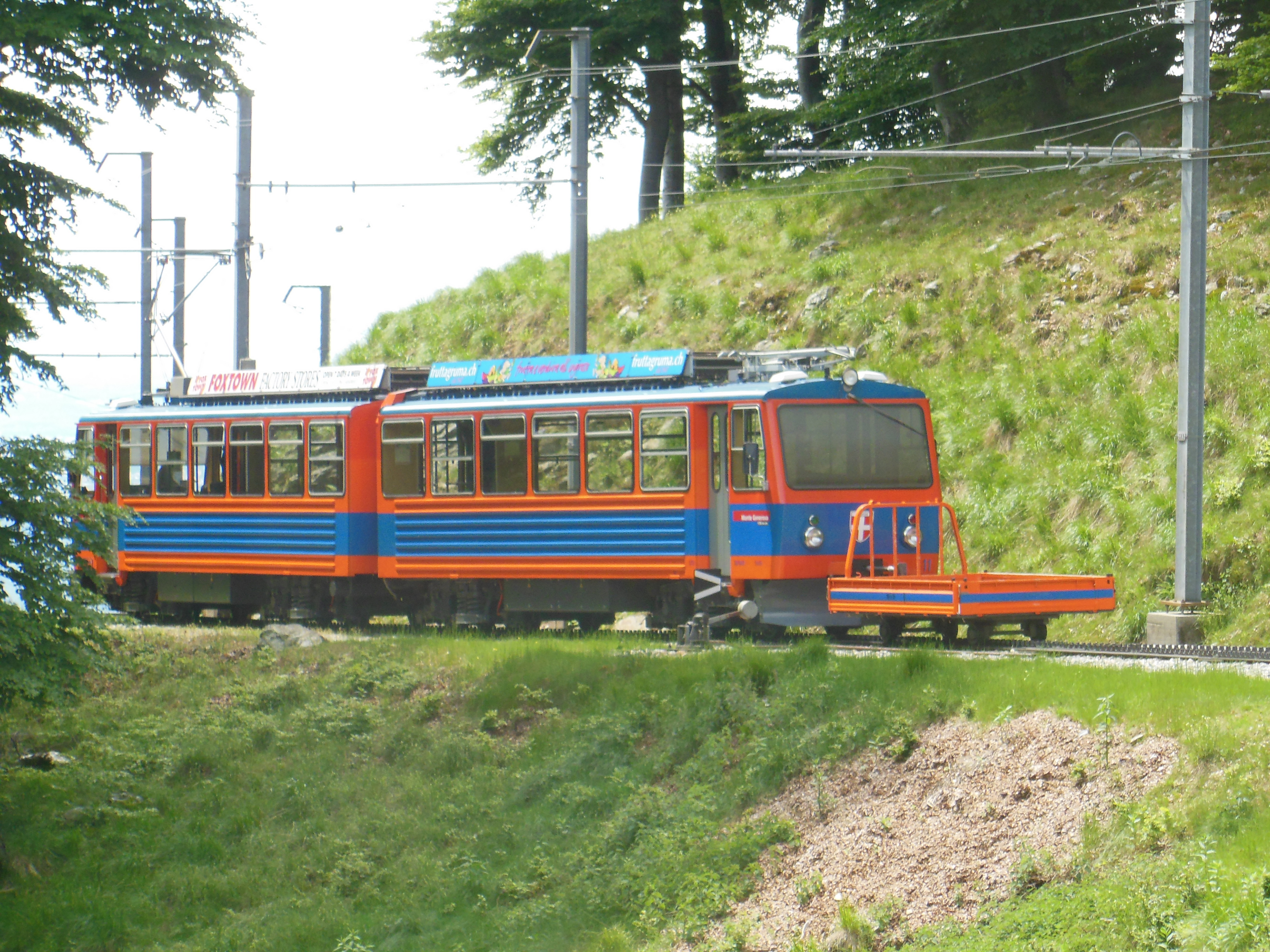
Bij station Bellavista
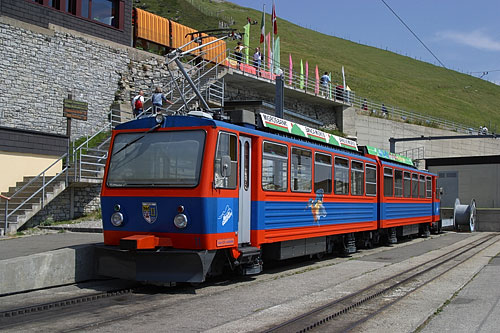
Trein aan het bergstation
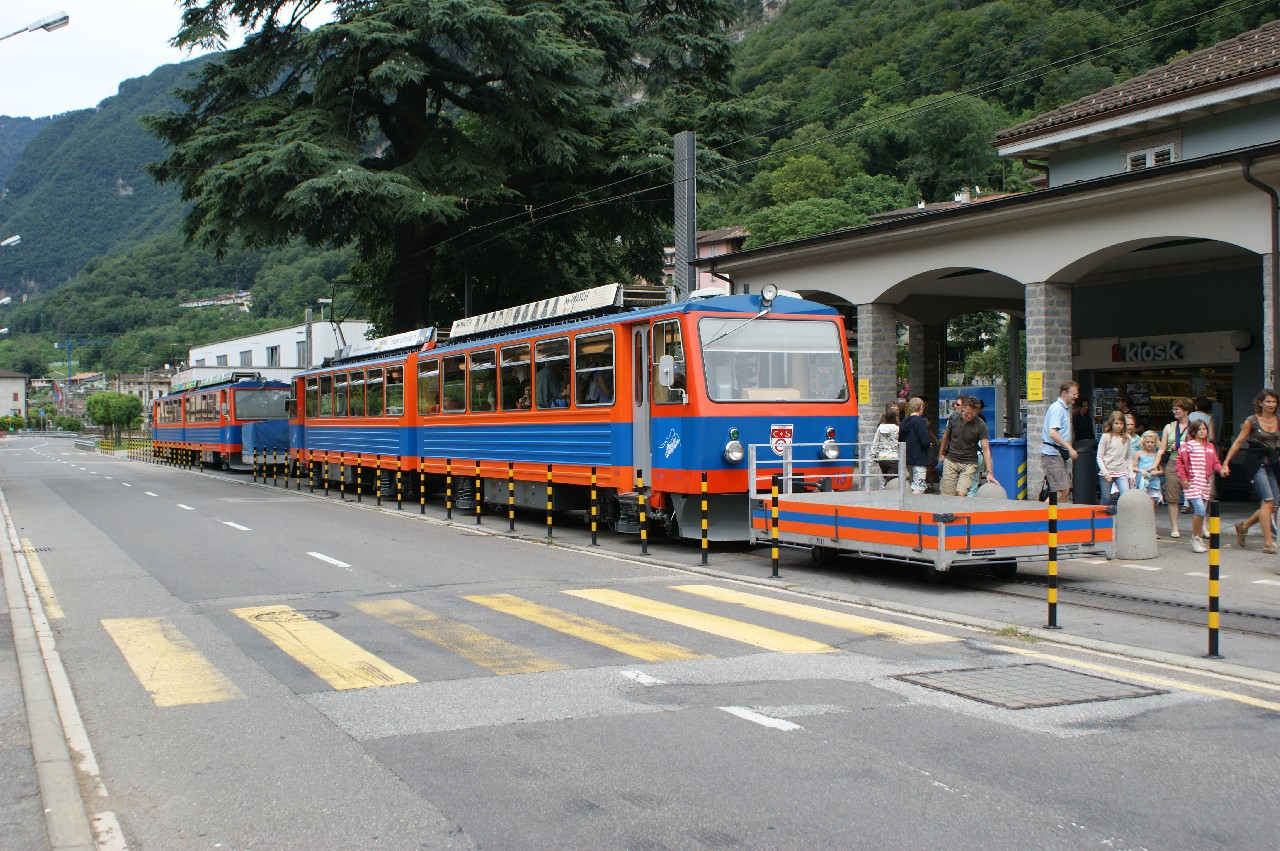
Trein aan het station van de Zwitserse federale spoorwegen (FFS)